# Umlageverfahren
Das Umlageverfahren ist eine Methode zur Finanzierung von Sozialversicherungen, speziell der Altersvorsorge, aber auch von Krankenversicherung und Arbeitslosenversicherung. Die eingezahlten Beiträge werden unmittelbar zur Finanzierung der Leistungsberechtigten herangezogen, also an diese wieder ausbezahlt. Dabei können vom Sozialversicherungsträger in geringem Umfang Rücklagen gebildet werden (z. B. Nachhaltigkeitsrücklage der gesetzlichen Rentenversicherung). Für seine Beitragsleistung erwirbt der Beitragszahler einen Anspruch auf Leistung in Fällen der Arbeitslosigkeit, Erwerbsminderung, Krankheit, und letztlich Alter.
Im Unterschied zum Umlageverfahren werden beim Kapitaldeckungsverfahren die Beiträge angespart und verzinst oder in andere Anlageformen investiert, um im Leistungsfall ausgezahlt zu werden, solche Fälle sind bei Eintritt in den Ruhestand, im Krankheitsfall oder bei Arbeitslosigkeit in der (privaten) Arbeitslosigkeitsversicherung oder der Restschuldversicherung.

## Eigenschaften des Umlageverfahrens
Einige grundlegende Eigenschaften des Umlageverfahrens werden am Beispiel der Alterssicherung skizziert.

### Anfangsschuld / inhärente Schuld
In einem Umlageverfahren erhält die erste Generation von Empfängern (z. B. Rentnern) Leistungen, ohne dafür (in nennenswertem Umfang) Beitragszahlungen gezahlt zu haben („Einführungsgewinn“). Dieses englisch als „windfall gains“ oder auch „unfunded liability“ (ungedeckte Verbindlichkeit) bezeichnete Geschenk ist für die nachfolgenden Generationen eine inhärente (Anfangs-)Schuld, die sie mit ihren Beiträgen begleichen. Soweit das Umlageverfahren in Kraft bleibt, erhalten sie dafür wiederum Ansprüche gegen ihre Nachfolger. Parallel zum Abbau der Anfangsschuld werden also neue, inhärente Verbindlichkeiten aufgebaut. Dies setzt sich im System fort, das somit stets eine „inhärente Schuld“ aufweist.
Die Höhe der inhärenten Schuld bleibt dabei nicht stabil, sondern ändert sich in dem Maße, wie auf die Beitragszahlungen eine „Rendite“ gewährt wird. Dies sei an einem simplen Beispiel verdeutlicht: Die erste Generation von Rentnern erhalte Gesamttransfers in Höhe von 100 Geldeinheiten, die von den Beschäftigten derselben Periode finanziert werden. Diese Beitragszahler erwarten in der Folgeperiode, idealisierte 25 Jahre später, inflationsbereinigt einen Transfer in Höhe von z. B. 164 Geldeinheiten (entspricht einer jährlichen Rentensteigerung von 2 %). Mathematisch ist die inhärente Schuld damit um den Faktor 1,64 gewachsen ({\displaystyle 100\cdot (1+(n+p))} mit n+p=0,64, siehe Abschnitt „Rendite“), welcher dann ebenfalls von den Beschäftigten finanziert wird, die daraufhin in Periode 3 einen Transfer in Höhe von 269 Geldeinheiten ({\displaystyle 100\cdot (1+(n+p))^{2}}) erwarten. Generell wird die inhärente Schuld von anfangs 100 nach {\displaystyle x} Generationen einen Wert von {\displaystyle 100\cdot (1+(n+p))^{x-1}} erreicht haben. Dementsprechend wird ein Systemwechsel umso teurer, je älter das System wird.
Im Falle einer (inflationsbereinigt) negativen Rendite sinkt umgekehrt die inhärente Schuld. Im hypothetischen Falle einer „letzten“ Generation, die keine Kinder mehr hat, müsste diese Generation die Kosten ihres eigenen und des Ruhestandes der Vorgängergeneration finanzieren.

### Auswirkungen von Bevölkerungs- und Einkommensentwicklung
Eine andere Frage ist, wie sich die inhärente Schuld bei den Beitragszahlern niederschlägt. Wächst deren Einkommen synchron zur Rendite des Umlageverfahrens und bleibt auch ihre Zahl in etwa konstant, so verändert sich unabhängig von der absoluten Höhe der inhärenten Schuld für den Einzelnen der prozentuale Anteil seines Einkommens nicht, den er abführen muss, auch wenn der absolute Betrag stetig steigt. Beispiel: 300 Erwerbstätige (E1=300), die im Durchschnitt je 200 Geldeinheiten verdienen (GE1=200), finanzieren mit 100 Geldeinheiten (GR1 = 100) 100 Rentner (R1 = 100). Jeder Erwerbstätige hat dann einen Beitragssatz von 16,6 % ({\displaystyle GR1\cdot R1/(GE1\cdot E1)}).
In der nächsten Periode müssen wieder 300 Erwerbstätige (E2) 100 Rentner (R2) finanzieren, allerdings dafür – wegen des o. g. Wachstums – nunmehr 164 Geldeinheiten (GR2=164) aufbringen. Ihre absolute Zahllast ist damit um 64 % gestiegen. Wenn sie aber gleichzeitig selbst Einkommenssteigerungen von 2 % im Jahr erzielt haben, dann ist auch ihr Einkommen auf E2=328 Geldeinheiten angewachsen. Der Beitragssatz, also der prozentuale Anteil ihres Einkommens, den sie abführen müssen, bleibt daher stabil.
Ist die nächste Generation von Einzahlern dagegen kleiner als die erste, etwa weil zu wenig Kinder geboren werden, mehr Menschen arbeitslos oder arbeitsunfähig sind, dann steigt der Beitragssatz – bei E2=200 (d. h. Rückgang der Einzahler um ein Drittel) im Beispiel auf 25 %. Noch stärker fällt die Steigerung aus, wenn der Durchschnittsverdienst langsamer wächst als die Renten, etwa, weil unter den Erwerbstätigen der Anteil von Teilzeitarbeitern oder gering qualifizierten Personen ansteigt.

### Ausgleich aus Steuermitteln
In der Realität können etwaige Defizite durch Zuschüsse aus dem Steueraufkommen finanziert werden. In Deutschland betragen die Zuschüsse, mit denen die versicherungsfremden Leistungen teilweise ausgeglichen werden, derzeit etwa 80 Mrd. €. In dem Maße, in dem diese Steuern von den Erwerbstätigen kommen, steigt deren effektive Belastung; in dem Maße, wie sie durch Staatsverschuldung finanziert wird, entsteht eine andere Form der inhärenten Schuld.

### Rechtfertigung der inhärenten Schuld
Schulden werden meist dadurch gerechtfertigt, dass der Schuldner vom Gläubiger eine Leistung erhalten hat, etwa ein Darlehen oder einen Gegenstand. Im Falle des Umlageverfahrens kann die Gegenleistung (des Schuldners) wiederum darin gesehen werden, dass er, als die ältere Generation, massiv in die Nachfolgegeneration investiert hatte. Aufzucht und Ausbildung der jüngeren Generation ist das Werk der älteren Generation, die nicht hinweg gedacht werden kann, ohne dass auch die Erwerbseinkünfte der jüngeren Generation entfielen. Diese Betrachtung führt dazu, dass keine Generation ein „Geschenk“ erhalten hat, vielmehr zahlt jeweils die jüngere Generation zurück, was sie vormals an „Zuwendungen“ erhalten hat.
Eine andere Frage ist, wie innerhalb der Generationen diese Lasten verteilt werden: wer beispielsweise nicht beitragspflichtig ist, der beteiligt sich nicht oder (über Steuertransfers) in ganz anderer Form an den Zahlungen für seine eigenen Eltern/Großeltern. Wer selbst keine Kinder hat, der hat (wieder über Steuern) nur indirekt und in geringerem Umfang Zuwendungen an die Nachfolgegeneration geleistet; wie umfangreich, wie wertvoll und wie effektiv die Zuwendungen des Einzelnen an seine Kinder sind, bleibt bei den heute üblichen Umlagesystemen ebenfalls unberücksichtigt. Mitunter wird versucht, durch besondere Gestaltung auf diese Lastverteilung Einfluss zu nehmen, etwa die Anerkennung von Erziehungsjahren als Beitragszeiten.
Vor allem an solchen Überlegungen entzündet sich die Frage nach der Gerechtigkeit eines Umlageverfahrens und seiner konkreten Ausgestaltung.

### Genauere Darstellung
Eine mathematische Darstellung der wesentlichen Parameter sieht so aus:

#### Grundformel
Angenommen, die Beitragszahlungen in einer jeden Periode werden als fixer Prozentsatz vom Lohn der während dieser Periode erwerbstätigen Personen einbehalten. Aus diesen Beitragsleistungen werden die Pensionsleistungen für die während dieser Periode im Ruhestand befindlichen Personen finanziert. In einem reinen Umlagesystem müssen in jeder Periode die gesamten Beitragseinnahmen mit den gesamten Rentenzahlungen übereinstimmen:
Beitragszahlungen in Periode {\displaystyle t} = Leistungen in Periode {\displaystyle t}.
Unterstellt man, dass alle Beitragszahler und alle Leistungsempfänger identisch sind, so
erhält man formal die folgende Budgetidentität eines Umlageverfahrens:
(1) {\displaystyle Z_{t}w_{t}\tau =E_{t}b_{t}}
wobei die folgende Notation vereinbart ist:
- {\displaystyle Z_{t}} = Zahl der Beitragszahler in Periode t
- {\displaystyle E_{t}} = Zahl der Beitragsempfänger in Periode t
- {\displaystyle w_{t}} = Lohnsatz in Periode t
- {\displaystyle \tau } = Beitragssatz
- {\displaystyle b_{t}} = Einheitsrente in Periode t

#### Rendite
Die (durchschnittliche) Rendite eines Umlageverfahrens für ein teilnehmendes Individuum errechnet sich aus dem Verhältnis der erhaltenen Leistungen zu den eingezahlten Beiträgen, sinnvoller bereinigt um inflationäre Effekte:
(2) {\displaystyle {\text{Rendite}}={\frac {\text{Barwert der Leistungen}}{\text{Barwert der Beitraege}}}-1}.
Da über die Budgetidentität des Umlageverfahrens die Leistungen den Beiträgen der Folgeperiode entsprechen, entspricht die Rendite des Umlageverfahrens im Durchschnitt der Wachstumsrate der Beiträge.
Die durchschnittliche Rendite auf die Einzahlungen in ein Umlageverfahren lässt sich exemplarisch auch für Gleichung (1) berechnen. Es sei unterstellt, dass ein Individuum in einer Periode t Beitragszahler ist und in der darauf folgenden Periode t+1 Leistungsempfänger (i.a.W., die Länge des Arbeitslebens stimmt überein mit der Länge der Pensionszeit). Ein Individuum zahlt somit den Betrag {\displaystyle w_{t}\tau } ein und bekommt eine Rente in der Höhe {\displaystyle b_{t+1}}. Die resultierende Rendite ist:
(3) {\displaystyle {\frac {b_{t+1}-w_{t}\tau }{w_{t}\tau }}={\frac {(Z_{t+1}w_{t+1}\tau )/E_{t+1}}{w_{t}\tau }}-1=(1+n)(1+p)-1\approx n+p}
wobei folgende Notation verwendet wird:
- {\displaystyle n} = Wachstumsrate der Bevölkerung,
- {\displaystyle p} = Wachstumsrate des Lohnsatzes.

Dabei gilt: {\displaystyle E_{t+1}=Z_{t}}, {\displaystyle w_{t+1}=w_{t}(1+p)}, {\displaystyle E_{t+1}=E_{t}(1-n)} und {\displaystyle b_{t+1}={\frac {Z_{t+1}w_{t+1}\tau }{E_{t+1}}}}
Da das Produkt {\displaystyle np} numerisch vernachlässigt werden kann, lässt sich die Rendite approximieren durch {\displaystyle n+p}. In einem „gereiften“ Umlagesystem ist damit die Beitragsrendite gleich der Summe aus Lohn- und Bevölkerungswachstum. Dieses Ergebnis wurde zuerst von Aaron (1966) gezeigt. Damit sinkt die Rendite umlagefinanzierter Systeme, wenn das Bevölkerungswachstum sinkt oder gar negativ wird bzw. die Lohnsatzsteigerungen gering ausfallen.

#### Demographische Veränderungen
Die Auswirkung demographischer Veränderungen auf das Umlageverfahren kann durch eine Umstellung von Gleichung (1) verdeutlicht werden:
(4) {\displaystyle \tau ={\frac {E_{t}}{Z_{t}}}{\frac {b_{t}}{w_{t}}}}.
Diese Formulierung bestimmt den budgetausgleichenden Beitragssatz, wenn eine gewünschte Rentenhöhe vorgegeben ist. Der Ausdruck
(5) {\displaystyle {\frac {E_{t}}{Z_{t}}}}
entspricht der Anzahl von Leistungsempfängern je Beitragszahler (auch Altersabhängigkeitsquotient, Alterslastquotient oder old age dependency ratio genannt), der Ausdruck
(6) {\displaystyle {\frac {b_{t}}{w_{t}}}}
dem Verhältnis von (Durchschnitts-)Rentenbetrag zu (Durchschnitts-)Lohnsatz (die Lohnersatzquote).
Wenn nun das System finanziellen Druck erfährt, bieten sich grundsätzlich die folgenden Optionen an, die Budgetidentität wiederherzustellen:
- Erhöhung des Beitragssatzes {\displaystyle \tau },
- Senkung der Lohnersatzquote (im Wesentlichen nur durch Senkung der Durchschnittsrente möglich) und
- Senkung des Alterslastquotienten (im Wesentlichen nur durch eine Erhöhung der Lebensarbeitszeit möglich, d. h. späterer Renteneintritt).

## Umlageverfahren in der Praxis

### Umlageverfahren in Deutschland
In Deutschland wird das Umlageverfahren bei den Sozialversicherungen (DRV-Rente, gesetzliche Kranken-, Arbeitslosen- und Unfall- sowie der Pflegeversicherung) angewendet. Die Höhe der Beiträge richtet sich global nach den Kosten für die erbrachten Leistungen, wobei jedoch einkommensorientierte Bemessungsrichtlinien sicherstellen sollen, dass die individuelle Beitragsbelastung ein bestimmtes Maß nicht übersteigt. Auf der anderen Seite gibt es auch Beitragsuntergrenzen (im Jahr 2005 z. B. ca. 260 EUR monatlich als Mindestbeitrag für die gesetzliche Krankenversicherung).
Weiter wird über die Umlage U1 die Entgeltfortzahlung des Arbeitgebers im Krankheitsfall halbiert, und über die Umlage U2 für den Ausgleich der finanziellen Belastungen aus dem Mutterschutz gesorgt; schließlich leistet die Umlage U3 die Zahlung des Insolvenzgeldes.

### Rentenversicherung durch den Generationenvertrag
Das ursprüngliche System der gesetzlichen Rentenversicherung baute auf dem Kapitaldeckungsverfahren auf, nach dem eine Ansparung der Rentenbeiträge erfolgte, die paritätisch von Arbeitgebern und Arbeitnehmern auf Rentenkonten zu entrichten waren. Von kurzen Perioden abgesehen kam jedoch nie eine ausreichende Kapitaldeckung zustande. Insbesondere Inflation und die beiden Weltkriege machten den Versuch zunichte. Daher wurde das Rentensystem auch schon lange vor 1957 faktisch in einer Art Umlageverfahren betrieben.
Das System der Kapitaldeckung wurde 1957 in der Rentenreform 1957 unter Konrad Adenauer zu einem Umlageverfahren mit dynamischer Rente umgebaut. Die theoretische Grundlage für die Einführung des Umlageverfahrens (§ 1383 RVO, heute § 153 SGB VI) lieferte der Nationalökonom und Vertreter der katholischen Soziallehre Wilfrid Schreiber mit seiner Arbeit „Existenzsicherheit in der industriellen Gesellschaft“, auch bekannt als „Schreiber-Plan“. Schreiber verwendete zunächst den Begriff des „Solidar-Vertrages“. Er sprach dort von einem „Solidarvertrag zwischen jeweils zwei Generationen“. Anders als im Schreiber-Plan vorgesehen, wurden die Kinderrente und doppelte Beiträge für Kinderlose (heute auch spezifisch als Drei-Generationenvertrag bezeichnet) nicht umgesetzt. Auch die von Schreiber vorgesehene breite finanzielle Basis durch Einbeziehung von Freiberuflern und Selbständigen wurde nicht umgesetzt. Der Familienlastenausgleich wurde außerhalb des Rentensystems, hauptsächlich durch das Kindergeld, umgesetzt.
In der Schweiz wurde der Begriff ebenfalls im Rahmen der gesetzlichen Einführung der Alters- und Hinterlassenenversicherung (AHV) 1947 in die politische Diskussion eingeführt. Auch die AHV basiert auf einem Umlageverfahren. Mit der Einführung weiterer sozialstaatlicher Umverteilungsmechanismen – zum Beispiel im Krankenversicherungsgesetz von 1996 – weitete sich der Gebrauch des Begriffes auch auf diese Bereiche aus und steht heute für einen breit akzeptierten Grundsatz des schweizerischen Sozialstaates.

### Umlageverfahren in ausgewählten anderen Ländern
- USA (genannt PAYGO, „Pay as you go“), angewandt bei der staatlichen Rentenversicherung Social Security und bei der staatlichen Krankenversicherung Medicare
- Schweiz, angewandt in der ersten Säule des Drei Säulen-Systems
- Japan
- Österreich

### Probleme in der Finanzierung der Umlageverfahren
Aufgrund steigender Kosten im Gesundheitswesen, zunehmender Lebenserwartung und damit auch wachsender Pflegekosten, demographischer Verschiebungen (sinkende Geburtenrate, Überalterung der Gesellschaft), sinkender Lohnquote, Massenarbeitslosigkeit sowie versicherungsfremder Entnahmen und wirtschaftlicher Krisen in vielen Industrienationen wird vielfach die Frage nach der zukünftigen Tragfähigkeit des Umlageverfahrens gestellt. Die Finanzierung der Versicherungen im Umlageverfahren beruht auf der aus dem Volkseinkommen abgeleiteten Lohnquote. Das Volkseinkommen der Bundesrepublik Deutschland hat sich von 1970 bis 2000 verdoppelt. Geht man davon aus, dass sich das Volkseinkommen in den nächsten dreißig Jahren wieder verdoppeln wird, während sich die Bevölkerungszahl um 20 % verringert, dann wird sich das Volkseinkommen pro Kopf mehr als verdoppeln. Makroökonomisch betrachtet wird das Umlageverfahren auch zukünftig möglich sein. Um das zu erreichen, sollte in Anbetracht der derzeit sinkenden Lohnquote allerdings eine angemessene Beteiligung des Faktors Arbeit an den Produktivitätszuwächsen erfolgen.
In Deutschland wurde während der ersten Legislaturperiode der Regierung Schröder mit der Riester-Rente eine kapitalgedeckte zweite Säule der Rentenversicherung errichtet.
Zum Ausgleich der versicherungsfremden Leistungen wird aus Steuermitteln ein Bundeszuschuss gezahlt.